# Yyteri Golf Club
Yyteri Golf Club is een golfclub in Pori (Finland). De baan met 18 holes ligt op ongeveer 19 km ten noordwesten van het stadscentrum in het stadsdeel Yyteri, bekend van het gelijknamige strand aan de Botnische Golf. Eigenaar en exploitant van de baan is de firma Yyteri Golf Links Oy.
De golfbaan is een ontwerp van de architect Reijo Louhimo. Met de bouw ervan werd begonnen in 1988 en ze werd geopend in juni 1990. De baan heeft het kenmerk van een linksbaan, met zanderige ondergrond, hoewel de meeste holes in het bos liggen. De laatste hole ligt langs de zee en het clubhuis bevindt zich aan het strand.